# Lac de Galenbeck
Le lac de Galenbeck (Galenbecker See) est un lac du Mecklembourg en Allemagne du nord-est. Il se trouve dans l'arrondissement du Plateau des lacs mecklembourgeois et la grande prairie de Friedland, et prend son nom du village de Galenbeck qui est situé au sud. Le lac s'étend sur une longueur de 4,2 km et une largeur de 2 km. Sa superficie est de 5,9 km2. Sa profondeur maximale est d'1,85 m et sa profondeur moyenne de 0,75 m. C'est donc un lac peu profond.
Il a servi de lac de pêche intensive, surtout pour les carpes, après 1965 du temps de la République démocratique allemande, ce qui a provoqué la disparition des Aegagropila sauteri. C'est depuis 1978 un lieu protégé par la convention de Ramsar.